# Tito Livio Zambeccari
Pour les articles homonymes, voir Zambeccari.
Tito Livio Zambeccari ou Livio Zambeccari (né en 1802 à Bologne et mort en 1862 dans la même ville) est un patriote italien. Il est grand maître du Grand Orient d'Italie en 1860, puis de 1861 à 1862.

## Famille
Il est le fils du comte Francesco Zambeccari. Comme son père, il montre un intérêt pour les études scientifiques et naturalistes.

## Biographie
Affilié dès son plus jeune âge aux Carbonari, il est contraint à l’exil à la suite des émeutes révolutionnaires de 1821. Condamné à mort, il se réfugie en Espagne où il combat aux côtés des constitutionnels de Rafael del Riego. Après la révolution, il voyage dans toute l'Europe suivant ses inclinations de naturaliste, puis il décide de partir pour l'Amérique du Sud.

### La période sud-américaine
Arrivé à Montevideo en 1826 alors qu'une guerre oppose le Brésil et l'Argentine (guerre de Cisplatine), Zambeccari combat dans les rangs des hussards unitaires contre les fédéraux de Juan Manuel de Rosas.
En 1829, à Buenos Aires, Zambeccari s'allie aux unitaristes  contre Rosas et, se joignant aux italiens qui y résident, il forme une légion qu'on lui propose de commander, invitation qu'il décline.
Après la victoire de Rosas, Zambeccari embarque pour le Rio Grande do Sul où il retrouve des amis de la période de la guerre de la Province Cisplatine. En 1831 il offre ses services scientifiques à la province de São Pedro do Rio Grande do Sul, et dessine le plan le plus ancien de Porto Alegre datant de 1833. Il classe également dans son herbier plus de 1 621 espèces botaniques provenant de ses missions.
Il devient conseiller et ami des meneurs de la guerre des Farrapos : Bento Gonçalves da Silva, Onofre Pires et Domingos José de Almeida. Selon les écrits d'un de ses contemporains[Qui ?] : « Zambeccari, Bento Gonçalves, Onofre Pires et José Calvet sont ceux qui traitaient des affaires de la République Riograndaise, Zambeccari étant le cerveau qui planifiait la marche à suivre pour plus tard ».
Pour l'historien Alfredo Varela, l'italien influença les manifestes signés par Bento Gonçalves, celui du 24 mars 1836 étant de lui. De même le drapeau de la république Riograndaise aurait été conçu par Zambeccari, avant même le début de la révolution. Lorsque le conflit éclate, il devient secrétaire et le chef d'état major du général Bento Gonçalves.
Il prend part aux émeutes séparatistes du Rio Grande do Sul qui a aussi pour protagoniste Giuseppe Garibaldi. Capturé par l'armée impériale de Pierre II du Brésil lors de la bataille du Fanfa le 4 octobre 1836, il est envoyé sur le Presiganga, navire-prison ancré sur le Rio Guaíba, puis transféré à la forteresse de Santa Cruz da Barra à Rio de Janeiro. Il est emprisonné pendant trois ans, et remis en liberté en 1839.

### Le retour en Italie
Zambeccari retourne en Italie en 1841 et participe activement aux événements qui mèneront à l'unité du pays : il est parmi les protagonistes des émeutes mazziniennes qui se déroulent en Romagne, entre 1843 et 1845, puis en 1848, il prend part à la première guerre d'indépendance italienne comme commandant d'un bataillon de volontaires des Chasseurs du Rhin, se distinguant lors de plusieurs opérations, surtout en Vénétie.
Il ne réussit pas à empêcher, le 21 juin 1849, la conquête d'Ancône par les Autrichiens et la ville retourne sous la domination des États pontificaux. Après la brève expérience de la République romaine, il repart en exil, d'abord en Grèce, en 1854, puis dans le Piémont.
Après la participation à la bataille de Volturno, entre septembre et octobre 1860, Garibaldi nomme Zambeccari  général de l’armée méridionale.
Peu après, il se retire à Bologne, à cause d’une santé précaire.
Le 8 octobre 1859, il fonde à Turin, avec d'autres frères maçons, la loge « Ausonia » et crée en 1859, le Grand Orient de Turin dont il est le premier grand-maître. Il organise l'unification de la franc-maçonnerie italienne.
Il meurt à Bologne en 1862.